# Fabrizio Cattani
Fabrizio Marco Cattani (Colonnata, 25 giugno 1967) è un regista e sceneggiatore italiano.

## Biografia
Nasce a Colonnata, frazione montana del Comune di Carrara, inizia il suo percorso artistico come attore e regista teatrale.
Trasferitosi a Roma, si avvicina al mondo cinematografico auto producendosi due cortometraggi: L'abito, finalista ai Golden Globe 1998 e Mattina, premio della Critica a EuropaCinema - Viareggio. Gira poi il mediometraggio Vicino nel cuore e realizza alcuni spot pubblicitari e videoclip.
Nel 2005 è autore e regista del film Il rabdomante, uscito nel 2007 e vincitore di 20 premi in vari festival cinematografici .
Nel 2011 gira il suo secondo film Maternity Blues tratto dal testo teatrale From Medea di Grazia Verasani; il film, uscito nelle sale italiane il 27 aprile 2012 con la distribuzione Fandango, è stato presentato a Venezia nella sezione Controcampo italiano alla Mostra Internazionale d'Arte Cinematografica (menzione speciale Premio Lina Mangiacapre).
Nel 2012 ha vinto il Premio Tonino Guerra per la migliore sceneggiatura al Bif&st di Bari per il film Maternity Blues, il Globo d'Oro della stampa estera come "Film da non dimenticare"; in totale il film ha vinto 16 premi in vari festival italiani ed internazionali .
Entrambi i film sono stati realizzati attraverso la formula "The Coproducers", si tratta di un sistema di produzione che realizza prodotti audiovisivi in co-produzione fra tutti i partecipanti. Questi, in cambio del loro contributo lavorativo, artistico o finanziario, diventano proprietari di una quota di diritti del film. 
Sempre nel 2012 è ideatore con Donatella Cocchini e direttore artistico del Festival del Cinema Città di Spello – Le professioni del cinema.
Nel 2014 realizza il documentario-backstage Comm'è bella 'a muntagna stanotte sulla lavorazione del film Torneranno i prati di Ermanno Olmi.
Nel 2016 è autore e regista di Cronaca di una passione interpretato da Vittorio Viviani e da Valeria Ciangottini, dedicato ai suicidi di coloro che non hanno retto alla crisi economica. È stato inserito tra cinque film del 2017 che meritano di essere più promossi dal Sindacato nazionale giornalisti cinematografici italiani. Il film è stato presentato in concorso ad Agosto 2017 al Festival del Cinema di Teheran (Iran) vincendo i premi come Miglior Film, Miglior Regista e Miglior Attrice Protagonista (Valeria Ciangottini). Sempre ad Agosto 2017 all'“Eurasia International Film Festival” di Mosca il film ha vinto i premi come Miglior Film e Miglior Attore Protagonista (Vittorio Viviani).
Nel novembre 2024, in Calabria, si sono svolte le riprese del suo film Io non ti lascio solo T.P., tratto dall'omonimo romanzo di Gianluca Antoni, edito da Salani e vincitore di numerosi premi letterari. Le riprese, durate quattro settimane, sono state realizzate in Calabria. La produzione è stata curata da Minerva Pictures, Solaria Film, Ipotesi Cinema e RC Produzione, con il sostegno della Fondazione Calabria Film Commission e con il contributo del Ministero della Cultura direzione generale cinema e audiovisivo. Racconta la storia di Filo e Rullo, due amici inseparabili che partono di nascosto per cercare Birillo, il cane smarrito dal padre di Filo. Nel cast figurano Andrea Matrone e Michael D’Arma, al loro debutto cinematografico, affiancati da Giorgio Pasotti, Mimmo Borrelli e Valentina Cervi. Il film, in fase di postproduzione, uscirà nelle sale cinematografiche nell'autunno 2025.

## Filmografia

### Film
- Quelle piccole cose (2002)
- Il rabdomante (2006)
- Maternity Blues (2011)
- Cronaca di una passione (2016)
- Non ti lascio solo (2025)

### Documentari
- Comm'è bella 'a muntagna stanotte sulla lavorazione di Torneranno i prati di Ermanno Olmi (2014)

### Cortometraggi
- Mattina (1998)
- L'abito (1998)